# Phyllachora ruprechtiae
Phyllachora ruprechtiae är en svampart som beskrevs av Speg. 1885. Phyllachora ruprechtiae ingår i släktet Phyllachora och familjen Phyllachoraceae.   Inga underarter finns listade i Catalogue of Life.